# Hussigny-Godbrange
 Hussigny-Godbrange (deutsch Hussingen-Godbringen, luxemburgisch Héiséng/Héisséng-Gueberéng) ist eine französische Gemeinde mit 3921 Einwohnern (Stand 1. Januar 2022) im Département Meurthe-et-Moselle in der Region Grand Est (bis 2015 Lothringen). Sie gehört zum Arrondissement Val-de-Briey und ist Mitglied im Gemeindeverband Grand Longwy Agglomération. Die Bewohner werden Hussingeois und Hussingeoises genannt.

## Geographie
Hussigny-Godbrange liegt im äußersten Norden des Départements an der Grenze zu Luxemburg und dem benachbarten Département Moselle, etwa 28 Kilometer nördlich von Val de Briey.
Umgeben wird Hussigny-Godbrange von den acht Nachbargemeinden:
| Herserange Saulnes |                                             | Differdingen (Luxemburg)      |
| Haucourt-Moulaine  | Kompassrose, die auf Nachbargemeinden zeigt | Rédange (Département Moselle) |
|                    | Villers-la-Montagne Tiercelet               | Thil                          |

## Geschichte
Der Ort wurde 1249 erstmals als Husingen erwähnt. Vorher gehörte er als Lehen zu Luxemburg (bis 1602). Hussigny-Godbrange war Ende des 19. Jahrhunderts ein Zentrum der italienischen Einwanderung in Lothringen. Im italienischen Teil von Hussigny, der auch „la Basse-Italie“ genannt wurde, sprach man bis Ende der 1950er Jahre noch romagnol, einen italienischen Dialekt aus der Romagna.
Östlich von Hussigny-Godbrange befand sich 1871–1920 das Dreiländereck zwischen Frankreich, dem Deutschen Reich und Luxemburg.

## Bevölkerungsentwicklung
| Jahr      | 1962 | 1968 | 1975 | 1982 | 1990 | 1999 | 2007 | 2019 |
| Einwohner | 2942 | 3499 | 3208 | 2871 | 2827 | 3076 | 3243 | 3693 |

## Sehenswürdigkeiten
- Pfarrkirche Nativité-de-la-Vierge, erbaut ab 1924 als Ersatz für den im Ersten Weltkrieg schwer beschädigten Vorgängerbau

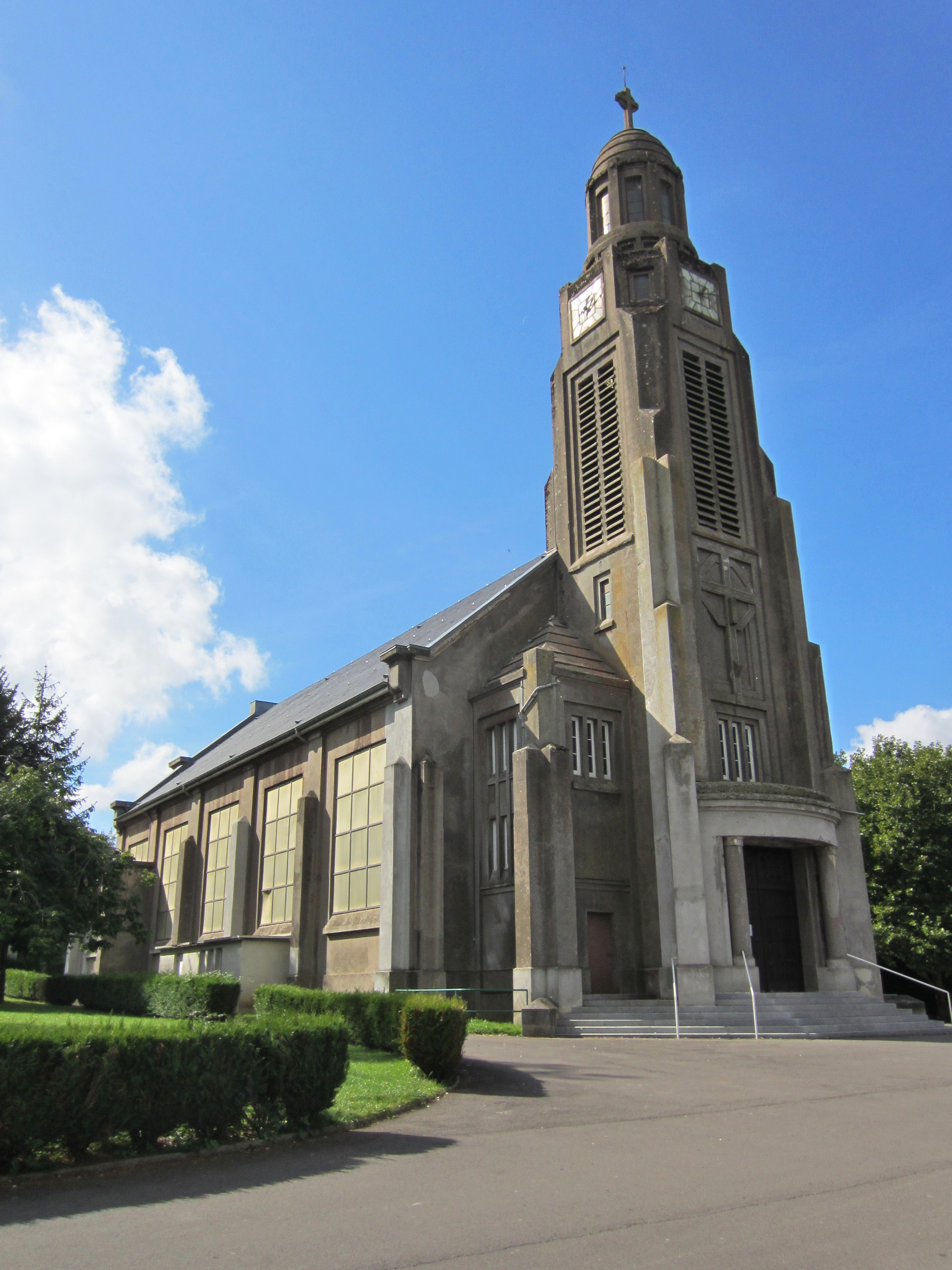
Pfarrkirche Mariä Geburt (Église de la Nativité-de-la-Vierge)
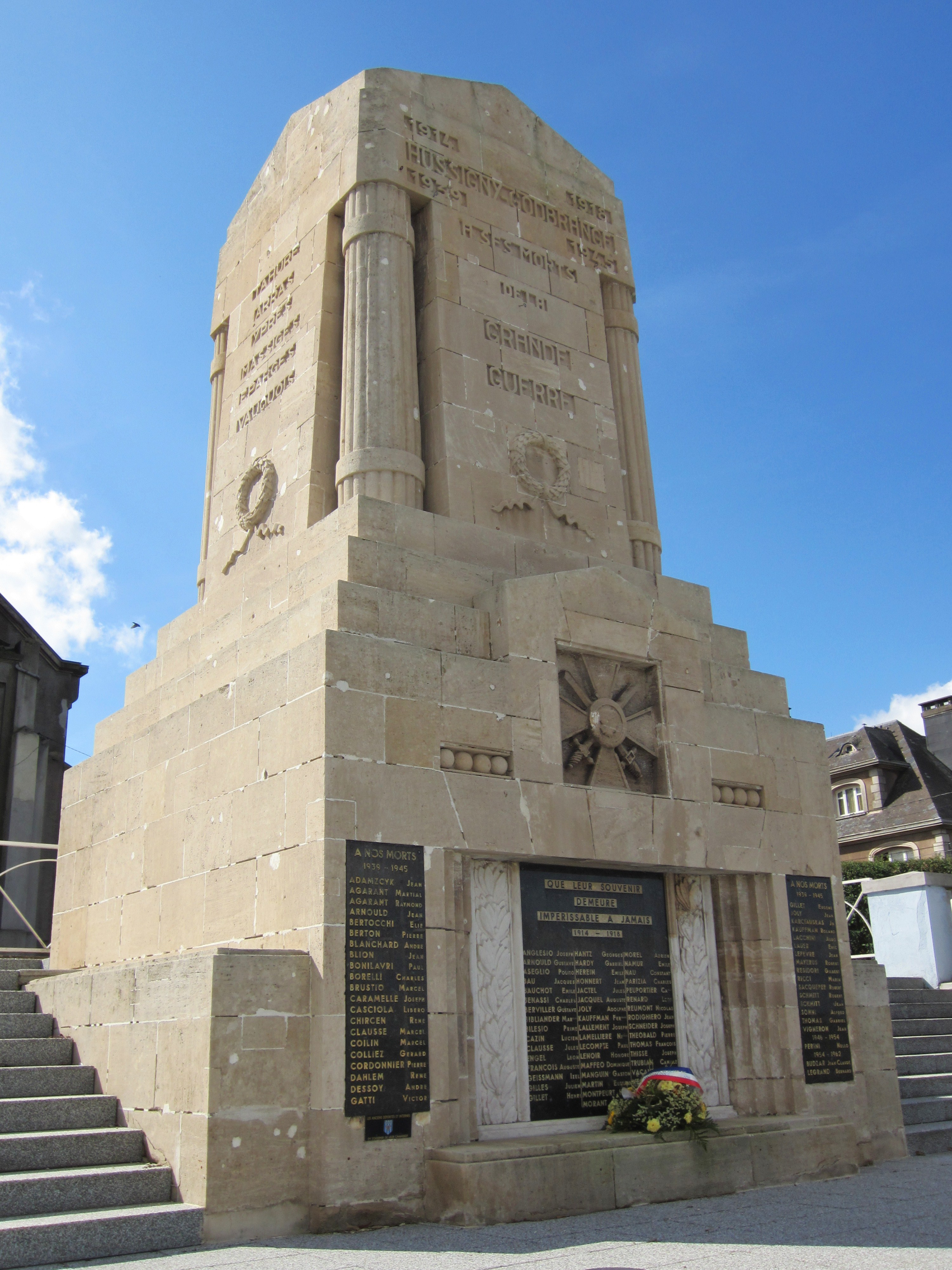
Gefallenendenkmal

## Persönlichkeiten
- Evelyne Marie France Neff (* 1941), deutsch-französische Politikerin; die Bundesverdienstkreuzträgerin wurde in Hussigny geboren